# Hertuger og prinser af Benevento
Hertuger af Hertugdømmet Benevento der regerede med små afbrud og skiftende status fra 571 til 1081, og igen 9 år i starten af den 19. århundrede.

## Hertuger af Benevento
- 571–591 Zotto
- 591–641 Arechis I
- 641–646 Aiulf I
- 646–651 Radoald
- 651–662 Grimoald I (Langobardernes konge 662-671)
- 662–677 Romoald I
- 677–680 Grimoald II
- 680–706 Gisulf I
- 706–732 Romoald II
- 732–733 Adelais
- 733–740 Gregor
- 740–743 Godescalc
- 743–749 Gisulf II
- 749–758 Liutprand
- 758–774 Arechis II

Arechis II prøvede at blive langobardernes konge i 774, men fejlede. I stedet gav kong Desiderius ham lov til at blive løftet til prins.

## Prinser af Benevento
Også fyrster af Capua fra 900 til 981. 
- 774–787 Arechis II
- 787–806 Grimoald III
- 806–817 Grimoald IV
- 817–832 Sico I
- 832–839 Sicard
- 839–851 Radelchis I
- 851–854 Radelgar
- 854–878 Adelchis
- 878–881 Waifer
- 881–884 Radelchis II (afsat)
- 884–890 Aiulf II
- 890–891 Orso
- 891-895 To the Byzantines.
- 895–897 Guy (også Hertug af Spoleto død 898)
  - 897 Peter, Biskop af Benevento og regent
- 897–900 Radelchis II (genindsat)
- 900–910 Atenulf I
  - 901–910 Landulf I, medregent
- 910–943 Landulf I, medregent fra 901 (see ovenfor)
  - 911–940 Atenulf II, medregent
  - 940–943 Landulf II, medregent (fra ca. 939)
  - 933–943 Atenulf 3. Carinola, medregent
- 943–961 Landulf II den Røde, medregent fra 940 (se ovenfor)
  - 943–961 Pandulf I Jernhovede, medregent
  - 959–961 Landulf III, medregent
- 961–968 Landulf III, medregent med sin bror (til omkring 969
- 961–981 Pandulf I Jernhovede, medregent med sin bror (se ovenfor), også hertug af Spoleto (fra 967), Salerno (fra 978), og Capua (fra 961) 
  - 968–981 Landulf IV, medregent, kortvarigt enehertug i 981, derefter hertug af Capua (d.993)
- 981–1014 Pandulf II
  - 987–1014 Landulf V, medregent
- 1014–1033 Landulf V, medregent fra 987 (se ovenfor, d.1053)
  - 1012–1033 Pandulf III, medregent (d.1059)
- 1033–1050 Pandulf III, medregent fra 1012 (se ovenfor, d.1060)
  - 1038–1050 Landulf VI, medregent (d.1077)

I 1050 blev de langobardiske prinser smidt ud af byen af utilfredse borgere. I 1051 blev byen overdraget til paven. I 1053 afstod normannerne, der havde haft hertugdømmet besat siden 1047 (da den tysk-romerkse kejser Henrik III gav sin tilladelse til Humfred af Hauteville), hertugdømmet til paven, med hvem de da lige havde lavet en fredaftale med.

## Prinser af Benevento underkirkestatenssuzerænitet
Paven udpegede sin egen regent, men borgerne inviterede i stedet de gamle prinser tilbage, og i 1055 var de tilbage på magten; under paves overherredømme dog.
- 1053–1054 Rudolf, regent
- 1054–1059 Pandulf III (igen)
- 1054–1077 Landulf VI, medregent fra 1038
- 1056–1074 Pandulf IV

## Normanniske prinser af Benevento
- 1078–1081 Robert Guiscard

Guiscard returnerede hertugdømmet til paven, men der blev ikke udnævnt nogle ny prins af Benevento, indtil det 19. århundrede.

## Prins af Benevento underNapoléon Bonaparte
- 1806-1815 Charles Maurice de Talleyrand-Périgord